# Убить короля (фильм)
«Убить короля» (англ. To Kill a King) — историческая драма 2003 года режиссёра Майка Баркера. Главные роли сыграли Тим Рот и Дугрей Скотт. Сюжет разворачивается вокруг дружбы двух исторических деятелей: Оливера Кромвеля и Томаса Ферфакса в период с 1648 по 1658 годы. Съёмки фильма проходили в Англии, в таких местах как Хэм Хаус, Пенхерст-плейс, Дуврский замок, школа Хэрроу, Хэмптон-корт.

## Сюжет
Талантливый полководец Томас Ферфакс приводит войска Парламента к победе над сторонниками Карла I. Однако король не падает духом и вовсе не собирается идти на компромисс с новой властью, считая, что власть дана ему от Бога. Ему удаётся привлечь на свою сторону Дензила Холлиса, спикера Парламента. Увидев, что Парламент проголосовал за предложение Холлиса вернуть власть королю, Кромвель и Ферфакс обращаются к верным солдатам и арестовывают ряд членов Парламента. Однако Холлис, предупреждённый письмом Ферфакса, успевает бежать из Англии.
Жена Ферфакса рассказывает двум приехавшим роялистам, желающим увидеть короля, где находится его тайное место заключения. Роялисты устраивают побег королю, но погоня настигает беглецов. Парламент начинает суд над королём. Король приводит логичные доводы, разбивающие суть обвинения, супруги Ферфакс демонстративно покидают заседание и уезжают из города. Кромвель, а за ним остальные члены Палаты единогласно выносят вердикт «виновен», превращая суд в фарс. Затем Кромвель занимает пост командующего вместо Ферфакса. Короля обезглавливают на площади.
Отвергнув предложение вернувшегося Холлиса и своего тестя примкнуть к стану роялистов, Ферфакс приезжает, чтобы переубедить Кромвеля, но тот, приняв титул лорда-протектора, принимает королевские почести и готовится развязать войну с Шотландией. Понимая, что Кромвель превращается в более жестокого и кровожадного тирана, чем свергнутый Карл I, Ферфакс решает убить лорда-протектора и подговаривает сержанта Джойса, чтобы тот во время выступления выстрелом на площади отвлёк внимание охраны. Однако в решающий момент Ферфакс не находит в себе силы убить своего друга и спасает его от выстрела Джойса. Ферфакс признаётся в своём замысле Кромвелю, тот приказывает схватить предателя, но Ферфакс спокойно уходит, встречаемый приветствиями народа.

## В ролях
- Тим Рот — Оливер Кромвель
- Дугрей Скотт — Томас Ферфакс
- Оливия Уильямс — Энн Ферфакс
- Руперт Эверетт — король Карл I
- Джеймс Болам — Дензил Холлис
- Корин Редгрейв — Хорас Вер
- Финбар Линч — Генри Айртон
- Джулиан Ринл-Тутт — Джеймс
- Эдриан Скарборо — сержант Джойс
- Джереми Свифт — граф Уитби
- Стивен Уэбб — мальчик в Нейсби
- Джейк Найтингейл — полковник Томас Прайд
- Томас Арнольд — посланник в битве при Несби
- Сэм Спруэлл — охранник короля
- Джулиан Риветт — Литтл
- Ричард Бреммер — Абрахам
- Мелисса Хатчбулл — леди Маргарет
- Патриция Керриган — Элизабет Кромвель
- Джон-Пол Маклауд — Ричард Кромвель

## Награды
- Московский международный кинофестиваль — 2003, Майк Баркер[2]
- Emden International Film Festival — 2003, Майк Баркер
- BAFTA Awards — 2004, Jenny Mayhew

## Критика
Британский специалист по Английской революции д-р Сара Мортимер спустя годы отмечала, что фильму «не хватило ни сценария, ни бюджета, чтобы передать личности или идеи прошлого».